# Aidan Keena
Aidan Keena (* 25. April 1999 in Mullingar) ist ein irischer Fußballspieler, der beim Drittligisten Cheltenham Town in England unter Vertrag steht.

## Karriere

### Verein
Aidan Keena wurde in Mullingar etwa 80 km der irischen Hauptstadt Dublin entfernt, geboren. Seine Karriere begann er in der Jugend des Shelbourne FC aus dem Dubliner Stadtteil Drumcondra. Im Jahr 2016 folgte ein Wechsel innerhalb seiner Jugendzeit zu St Patrick’s Athletic. Im Alter von 17 Jahren gab er am 24. Februar 2017 sein Profidebüt für den Verein. Am 1. Spieltag der League of Ireland 2017 wurde Keena im Spiel gegen die Bray Wanderers in der 67. Minute eingewechselt für Jonathan Lunney. In der Nachspielzeit des Spiels erhielt Keena die Rote Karte nach einem Foul an Dylan Connolly. Am 8. und 18. Spieltag kam Keena zu zwei weiteren Ligaspielen gegen Bohemians Dublin und Limerick 37. Im August 2017 wechselte Keena nach Schottland zu Heart of Midlothian. Im November kam er zu seinem ersten Einsatz für die Profimannschaft der Hearts gegen Partick Thistle. Im Januar 2018 wurde er bis zum Ende der Saison 2017/18 an den FC Queen’s Park verliehen. Für den Verein erzielte er in 14 Spielen acht Tore. Nach einer weiteren Leihe zu Dunfermline Athletic, verließ er im Januar 2020 die Hearts und wechselte zu Hartlepool United. Doch schon nach einem halben Jahr wechselte er weiter zum FC Falkirk nach Schottland. Die Saison 2022 verbrachte Keena in Irland bei den Sligo Rovers. Hier schoss er in 32 Ligaspielen achtzehn Treffer und wurde Torschützenkönig der League of Ireland. Außerdem kam er dort zu fünf Einsätzen in der UEFA Europa Conference League, in denen er zwei Mal traf. Im Januar 2023 nahm ihn dann der englische Drittligist Cheltenham Town unter Vertrag.

### Nationalmannschaft
Aidan Keena spielt seit 2015 für die irischen Juniorennationalmannschaften. Sein Debüt gab er dabei in der U-17 im Qualifikationsspiel für die Europameisterschaft dieser Altersklasse gegen Malta. Nach einem weiteren Spiel gegen Schweden, erreichte die Mannschaft die Eliterunde der Qualifikation. Keena kam dabei aber nicht mehr zum Einsatz. Zwischen 2016 und 2017 spielte Keena viermal in der U-18. Im Jahr 2018 debütierte der Stürmer für die Irische U-19 gegen Rumänien und 2019 absolvierte er noch zwei Partien für die U-21-Auswahl in der EM-Qualifikation.

## Auszeichnungen
- Torschützenkönig der League of Ireland: 2022 (18 Tore)